# Rhabdalestes yokai
Rhabdalestes yokai är en fiskart som beskrevs av Ibala Zamba och Emmanuel Vreven 2008. Rhabdalestes yokai ingår i släktet Rhabdalestes och familjen Alestidae. Inga underarter finns listade i Catalogue of Life.